# Елктон (Міннесота)
Елктон (англ. Elkton) — місто (англ. city) в США, в окрузі Мовер штату Міннесота. Населення — 130 осіб (2020).

## Географія
Елктон розташований за координатами 43°39′37″ пн. ш. 92°42′23″ зх. д. / 43.66028° пн. ш. 92.70639° зх. д. (43.660266, -92.706486).  За даними Бюро перепису населення США в 2010 році місто мало площу 3,36 км², уся площа — суходіл.

## Демографія
Згідно з переписом 2010 року, у місті мешкала 141 особа в 58 домогосподарствах у складі 40 родин. Густота населення становила 42 особи/км².  Було 59 помешкань (18/км²).
Расовий склад населення:
| - 93,6 % — білих - 0,7 % — вихідців з тихоокеанських островів - 1,4 % — осіб інших рас |

До двох чи більше рас належало 4,3 %. Частка іспаномовних становила 1,4 % від усіх жителів.
За віковим діапазоном населення розподілялося таким чином: 29,8 % — особи молодші 18 років, 56,0 % — особи у віці 18—64 років, 14,2 % — особи у віці 65 років та старші. Медіана віку мешканця становила 40,8 року. На 100 осіб жіночої статі у місті припадало 90,5 чоловіків;  на 100 жінок у віці від 18 років та старших — 80,0 чоловіків також старших 18 років.
За межею бідності перебувало 11,7 % осіб, у тому числі 0,0 % дітей у віці до 18 років та 12,5 % осіб у віці 65 років та старших.
Цивільне працевлаштоване населення становило 51 осіб. Основні галузі зайнятості: освіта, охорона здоров'я та соціальна допомога — 31,4 %, будівництво — 25,5 %, роздрібна торгівля — 9,8 %, транспорт — 5,9 %.